# Cyclomia uniseriata
Cyclomia uniseriata är en fjärilsart som beskrevs av Paul Dognin 1911. Cyclomia uniseriata ingår i släktet Cyclomia och familjen mätare. Inga underarter finns listade i Catalogue of Life.